# ナイトホークス (映画)
『ナイトホークス』（Nighthawks）は、1981年制作のアメリカ合衆国のアクション・スリラー映画。シルヴェスター・スタローン主演。
ニューヨーク市警察の凄腕刑事と国際的テロリストとの闘いを描く。スタローンが女装を披露している他、ルトガー・ハウアーの冷酷非情なテロリスト役が強烈な印象を残している。

## ストーリー
ニューヨーク市警のディークとフォックスはおとり捜査で手柄を立てている凄腕刑事コンビである。
その頃、ロンドンのデパートでテロ事件が発生。犯人のウルフガーは政府の植民地政策に反対するとして、さらなるテロを予告。その後ロンドンで壮絶な銃撃戦を展開した後、パリへ逃亡、仲間のシャッカと合流、顔を整形してニューヨークへ渡った。
それをつきとめた国際刑事警察機構（インターポール）のハートマン警部は、ATAC（対テロリスト・アクション・コマンド部隊）にディークとフォックスを編入させウルフガーらを追うが、彼等は今度はロープウェイを乗っ取り、政治犯の釈放を要求してくる。
息詰まる駆け引きと壮絶な銃撃戦の末、事件は解決したものの、ウルフガーの生死は不明となった。彼のアジトを捜索していたディークは1枚のメモを見つけると、血相を変えて飛び出していった。
そのメモには、ディークの別居中の妻アイリーンの住所が記されていた。

## キャスト
| 役名                                 | 俳優                         | 日本語吹替                          | 日本語吹替                      | 日本語吹替   |
| 役名                                 | 俳優                         | フジテレビ版                        | テレビ朝日版                    | 2016年制作版 |
| ------------------------------------ | ---------------------------- | ----------------------------------- | ------------------------------- | ------------ |
| ディーク・ダシルヴァ                 | シルヴェスター・スタローン   | 夏八木勲                            | 佐々木功                        | 楠大典       |
| ヘイマー・"ウルフガー"・ラインハルト | ルトガー・ハウアー           | 津嘉山正種                          | 西沢利明                        | 花輪英司     |
| マシュー・フォックス                 | ビリー・ディー・ウィリアムズ | 小林清志                            | 内海賢二                        | 志村知幸     |
| アイリーン                           | リンゼイ・ワグナー           | 宗形智子                            | 高畑淳子                        |              |
| シャッカ・ホランド                   | パーシス・カンバッタ         | 横尾まり                            | 平野文                          |              |
| ピーター・ハートマン                 | ナイジェル・ダヴェンポート   | 石田太郎                            | 鈴木瑞穂                        | 長克巳       |
| パム                                 | ヒラリー・トンプソン         | 小金沢篤子                          | 高島雅羅                        |              |
| ムナフォ                             | ジョー・スピネル             | 蟹江栄司                            | 小林修                          |              |
| 日本語版スタッフ                     |                              |                                     |                                 |              |
| 演出                                 | 演出                         | 岡本知                              | 山田悦司                        |              |
| 翻訳                                 | 翻訳                         | 額田やえ子                          | 宇津木道子                      |              |
| 調整                                 | 調整                         | 飯塚秀保                            | 飯塚秀保                        |              |
| 効果                                 | 効果                         |                                     | PAG                             |              |
| 配給                                 | 配給                         | MCA                                 |                                 |              |
| 選曲                                 | 選曲                         |                                     | 東上別符精                      |              |
| 担当                                 | 担当                         | 酒井彰                              | 猪谷敬二                        |              |
| 制作                                 | 制作                         | グロービジョン                      | グロービジョン                  |              |
| 初回放送                             | 初回放送                     | 1984年2月4日 『ゴールデン洋画劇場』 | 1987年12月20日 『日曜洋画劇場』 | N/A          |

- 2018年にキングレコードから発売されたBlu-ray Discには「テレビ朝日版日本語吹替」と「2016年制作日本語吹替」が収録されている[3]。

## 映像ソフト化
2018年5月9日にキングレコードからBlu-ray Discが発売された。

## 備考
- 当初はゲイリー・ネルソンが監督だったが、アクション・シーンの撮影をめぐってスタローンと衝突し、解任された。ブルース・マルムースへの後任が決まったが、マルムースが参加できなかった一部シーンの監督を主演のスタローンが行っている[5]。